# Pedro Pedrucci
Pedro Pedrucci (Montevideo, 30 september 1961) is een voormalig profvoetballer uit Uruguay, die speelde als middenvelder. Hij beëindigde zijn actieve loopbaan in 2003 bij Club Atlético Rentistas.
Pedrucci kwam in 1990 twee keer uit voor het Uruguayaans voetbalelftal en scoorde tegen Colombia (2-0) op 2 februari 1990 tijdens een drielandentoernooi in Miami. Hij speelde clubvoetbal in Uruguay, Ecuador, Japan en Frankrijk gedurende zijn carrière.